# Pôle supérieur d'enseignement artistique Aubervilliers - La Courneuve - Seine-Saint-Denis - Île-de-France
 (juillet 2016).
Le Pôle supérieur d'enseignement artistique Aubervilliers - La Courneuve - Seine-Saint-Denis - Île-de-France dit pôle Sup' 93, assure la formation supérieure et professionnelle des musiciens-interprètes et des futurs enseignants en écoles de musique et conservatoires.

## Histoire
Le pôle d'enseignement supérieur de la musique Seine–Saint-Denis–Île-de-France est une association régie par la loi de 1901, en préfiguration d'un établissement public de coopération culturelle (EPCC). Il a ouvert ses portes en septembre 2009, après avoir reçu du ministère de la Culture et de la Communication l'habilitation à délivrer le diplôme national supérieur professionnel de musicien (DNSPM) en mai 2009. Après avoir repris les missions du Centre de formation des enseignants de la danse et de la musique Île-de-France, il est habilité depuis janvier 2015 à délivrer le diplôme d'État de professeur de musique.  
Le pôle est né de la concertation de plusieurs institutions, le Conservatoire à rayonnement régional d'Aubervilliers (CRR 93), l'université Paris-VIII, le Centre de formation des enseignants de la danse et de la musique Île-de-France (Cefedem Île-de-France), et le Centre de formation de musiciens intervenants (CFMI - université Paris Sud 11), pour mettre en commun leurs compétences et leur savoir-faire dans le cadre de la réforme (décret du 27 novembre 2007) du diplôme national supérieur professionnel de musicien (DNSPM), restructuration de l'enseignement supérieur artistique en France en lien avec le schéma européen licence-master-doctorat (LMD).